# Maurice Croiset
Pour les articles homonymes, voir Croiset.
Maurice Croiset, né le 21 novembre 1846 à Paris et mort dans cette ville le 15 février 1935, est un helléniste français.

## Biographie
Fils de Paul Croiset (1814-1897), professeur au lycée Saint-Louis, et frère d'Alfred Croiset (1845-1923), c'est un élève de l’École normale supérieure (1865-1868), où il a suivi les cours de Jules Lachelier, Gaston Boissier et Jules Girard. Il est reçu 2e à l'agrégation des lettres en 1868 et devient docteur ès lettres en 1874 avec une thèse sur Les idées morales dans l’éloquence politique de Démosthène publiée en 1875.
Il enseigne au lycée de Moulins, puis occupe la chaire de rhétorique du lycée de Montpellier. Nommé professeur de langue et littérature grecques à la faculté de lettres de Montpellier en 1876, il est appelé à Paris en 1891, année où il devient maître de conférences à l’École normale supérieure. En 1893, il est élu au Collège de France et y enseignera la langue et la littérature grecques jusqu’en 1930.
De 1911 à 1929, il est administrateur du Collège de France. Membre de l'Association pour l'encouragement des études grecques depuis 1873 et de l'Académie des inscriptions et belles-lettres depuis 1903, il est l’un des fondateurs de la société d’édition Les Belles Lettres en 1917 et préside à partir de 1918 l'Association Guillaume Budé, dont il est également l’un des fondateurs.
Il était grand officier de la Légion d'honneur.
Ses nombreux ouvrages concernent tout autant la civilisation que la pensée et la littérature de la Grèce ancienne. Outre ses contributions au Dictionnaire des antiquités grecques et romaines de Charles Daremberg et Edmond Saglio, il a édité et traduit diverses œuvres de Platon (Hippias mineur, Alcibiade, Apologie de Socrate, Euthyphron, Criton, 1920), Démosthène (Harangues, 1924-1925) et Sophocle (Œdipe-Roi, 1931).
Il meurt à l'âge de 89 ans, laissant inachevée une étude sur la République de Platon qui sera publiée à titre posthume.
Avec son frère aîné, lui aussi helléniste, il a publié une Histoire de la littérature grecque (1887-1899) qui est longtemps restée un ouvrage de référence sur le sujet.

## Œuvres
- Des idées morales dans l'éloquence politique de Démosthène, Paris, Thorin, 1874, 272 p. (lire en ligne)
- Essai sur la vie et les œuvres de Lucien, Paris, Hachette, 1882, 396 p.
- Histoire de la littérature grecque (avec Alfred Croiset), I-V, 1887-1899 [a contribué aux tomes I, III et V]
- Aristophane et les partis politiques à Athènes, Paris, Fontemoing, 1906, 309 p.
- La Civilisation hellénique : aperçu historique, Paris, Payot, 1926, 319 p.
- Eschyle : études sur l'invention dramatique dans son théâtre, Paris, Les Belles Lettres, 1928, 277 p.
- « Œdipe-Roi » de Sophocle : étude et analyse, Paris, Mellottée, 1931, 313 p.
- La Civilisation de la Grèce antique, Paris, Payot, 1932, 349 p. (lire en ligne)
- La « République » de Platon : étude et analyse, Paris, Mellottée, 1946, 329 p.

## Traductions
- Démosthène, Harangues, t. I : Sur les Symmories. - Pour les Mégalopolitains. - Première Philippique. - Pour la liberté des Rhodiens. - Sur l’organisation financière. - Olynthiennes., Paris, Les Belles lettres, 1924, 216 p.
- Démosthène, Harangues, t. II : Sur la paix. - IIe Philippique. - Sur l’Halonnèse. - Sur les affaires de Chersonèse. - IIIe-IVe Philippique. - Lettre de Philippe. - Réponse à Philippe. - Sur le traité avec Alexandre., Paris, Les Belles lettres, 1925, 288 p.
- Platon, Œuvres complètes, t. I : Introduction. Hippias mineur. - Alcibiade. - Apologie de Socrate. - Euthyphron. - Criton, Paris, Les Belles lettres, 1920